# Czarny Bór (przystanek kolejowy)
Czarny Bór (lit. Juodšiliai) – przystanek kolejowy w miejscowości Czarny Bór, w rejonie wileńskim, na Litwie. Leży na linii Równe – Baranowicze – Wilno.
Przystanek istniał przed II wojną światową.